# 胶囊公寓
膠囊公寓，是一種最早在中國北京，供人休息和居住用途的小型住房，收費上價格低廉，主要是把一個空間分成好幾個小房間的居住空間。最初是黃日新初建，之後在北京漸漸為人所知。

## 特點
北京是中國最早出現膠囊公寓的城市，老翁黃日新從日本報紙得知膠囊酒店，為了解決年經人住房問題就在北京海淀区六郎庄新建八間膠囊公寓，有單人床、照明燈、電視插座、電源插座、寬頻上網、防盜門，是最初始的配備但沒有設洗手間和廚房。
但配合中國住建部新法《商品房屋租賃管理辦法》出爐，黃日新改建的第三代膠囊公寓終在2011年1月拆除。

### 中國大陸
在中國北京、天津、武漢、濟南、大連、昆明等城市已經有這類房出現。
雖然膠囊公寓還在開始階段，但中國已有部分省份如云南省，立法禁止租房拆分成膠囊式。《雲南省商品房屋租賃管理實施細則》有規定不得把廚房、廁所、陽台、地下室供人居住。特別是人均租屋建地面積不能低於县级政府規定的最低標準，否則罰款5000元以上3萬元以下。

### 香港
在香港，類似「膠囊公寓」的住房主要分為屜方類：以水泥牆將房子間隔的稱為「劏房」；以木板將房子間隔的稱為「板間房」；間隔空間小得只能讓人睡進去的稱為「棺材房」；還有一種以類似鐵籠的床位稱為「籠屋」。

## 外部連結
- 黃日新的膠囊公寓終於迎來首位租客